# Großer Preis von Belgien 2002
Der Große Preis von Belgien 2002 (offiziell LX Foster’s Belgian Grand Prix) fand am 1. September auf dem Circuit de Spa-Francorchamps in Spa statt und war das 14. Rennen der Formel-1-Weltmeisterschaft 2002.

## Berichte

### Hintergrund
Nach dem Großen Preis von Frankreich stand Michael Schumacher bereits als Weltmeister fest. Nach dem Großen Preis von Ungarn führte er in der Fahrerwertung uneinholbar mit 67 Punkten vor Rubens Barrichello und mit 72 Punkten vor Ralf Schumacher. In der Konstrukteurswertung stand Ferrari nach dem Großen Preis von Ungarn als Weltmeister fest. Sie führten uneinholbar mit 77 Punkten vor Williams-BMW und mit 103 Punkten vor McLaren-Mercedes.
Das Arrows-Team trat wie bereits beim Rennen zuvor aufgrund anhaltender finanzieller Probleme nicht an.
Zwei Monate nach dem Rennen wurde bekannt gegeben, dass der Große Preis von Belgien im Jahr 2003 wegen eines Streits über Tabakwerbung nicht stattfinden würde. Spa kehrte jedoch 2004 in den Formel-1-Kalender zurück.
Mit Michael Schumacher (fünfmal) und David Coulthard (einmal) traten zwei ehemalige Sieger zu diesem Grand Prix an.

### Training
Vor dem Rennen am Sonntag fanden vier Trainingssitzungen statt, jeweils zwei am Freitag und Samstag. Die Sitzungen am Freitagmorgen und -nachmittag dauerten jeweils eine Stunde; die dritte und vierte Sitzung am Samstagmorgen dauerte jeweils 45 Minuten.
Am Freitag konnte Kimi Räikkönen die schnellste Runde fahren. Sein Teamkollege Coulthard und Michael Schumacher folgten auf den Plätzen zwei und drei.
Am Samstag war erneut Räikkönen der Schnellste, dieses Mal vor Michael Schumacher. Dritter wurde Coulthard.

### Qualifying
Das Qualifying am Samstagnachmittag dauerte eine Stunde. Jeder Fahrer war auf zwölf Runden begrenzt, wobei die Startreihenfolge durch die schnellsten Runden der Fahrer bestimmt wurde. Während dieser Sitzung war die 107-Prozent-Regel in Kraft, die erforderte, dass jeder Fahrer eine Zeit innerhalb von 107 % der schnellsten Runde aufstellte, um sich für das Rennen zu qualifizieren.
Im Qualifying setzte sich Michael Schumacher durch und sicherte sich die Pole-Position. Er schlug Räikkönen um 0,424 Sekunden. Barrichello wurde Dritter vor Ralf Schumacher. Die Top Ten komplettierten Montoya, Coulthard, Jarno Trulli, Eddie Irvine, Mika Salo und Jenson Button.

### Warm Up
Im Warm Up war Michael Schumacher der Schnellste. Die beiden McLaren von Räikkönen und Coulthard folgten.

### Rennen
Beim Start behielt Michael Schumacher die Führung, hinter ihm wurde der schlecht gestartete Räikkönen von Barrichello überholt und Montoya schob sich auf die vierte Position vor seinem Teamkollegen Ralf Schumacher. Michael Schumacher begann sofort, ein Tempo zu halten, das für seine Konkurrenten unhaltbar war, und ließ sie deutlich hinter sich. Räikkönen, der mit einem falschen Hinterreifendruck zu kämpfen hatte, wurde ebenfalls von Montoya überholt, während Coulthard Ralf Schumacher überholte und hinter seinen Teamkollegen aufrückte.
In Runde 15 fuhr Michael Schumacher die schnellste Runde des Rennens, die mehr als eine Sekunde schneller blieb als die zweitbeste Runde, die Barrichello eine Runde später erzielte. Der deutsche Fahrer tankte eine Runde später zum ersten Mal und kam als Zweiter wieder auf die Strecke. In Runde 17 tankte auch Barrichello nach, während Ralf Schumacher einen Fehler machte und Trulli den sechsten Platz überließ. Während der ersten Serie von Boxenstopps verlor Räikkönen den vierten Platz an seinen Teamkollegen, während Giancarlo Fisichella, der mit einer einzigen Boxenstopp-Taktik startete, auf den sechsten Platz vorrückte. Als auch der römische Fahrer zum Tanken an der Box anhielt, lag Michael Schumacher in Führung vor Barrichello, Montoya, Coulthard, Räikkönen, Trulli, Ralf Schumacher und Irvine. Die Positionen waren ziemlich geklärt und bis zum zweiten Satz Boxenstopps passierte nichts.
Der Vorsprung von Michael Schumacher gegenüber Barrichello ermöglichte es dem deutschen Fahrer, aufzutanken und vor seinem Teamkollegen wieder auf die Strecke zu kommen. Hinter den beiden Ferrari-Piloten blieb die Reihenfolge auch nach den zweiten Boxenstopps unverändert. In der 36. Runde fiel der Motor im McLaren von Räikkönen aus; Wenige Augenblicke später musste auch Trulli aufgrund eines Motorproblems aufgeben. Ralf Schumacher rückte damit auf den fünften Platz vor, während Irvine in die Punktezone vordrang.
Im Finale wurde Michael Schumacher stark langsamer und brachte Barrichello näher. Montoya hielt dem Druck von Coulthard in den letzten Runden stand und beendete das Rennen als Dritter. Fünfter wurde Ralf Schumacher, während Irvine die ersten Punkte für Jaguar holte, einige Zehntel vor Salo. Michael Schumacher erreichte bei diesem Rennen seinen vierten Grand Slam (Pole-Position, jede Runde geführt und schnellste Rennrunde). Mit dem Sieg war er der erste Fahrer, der in einer einzigen Saison zehn Formel-1-Grand-Prix gewann und damit den gemeinsamen Rekord von ihm selbst und Nigel Mansell überbot.

## Meldeliste
| Team                       | Nr. | Fahrer               | Chassis        | Motor                         | Reifen |
| -------------------------- | --- | -------------------- | -------------- | ----------------------------- | ------ |
| Scuderia Ferrari Marlboro  | 01  | Michael Schumacher   | Ferrari F2002  | Ferrari 051 3.0 V10           | B      |
| Scuderia Ferrari Marlboro  | 02  | Rubens Barrichello   | Ferrari F2002  | Ferrari 051 3.0 V10           | B      |
| West McLaren Mercedes      | 03  | David Coulthard      | McLaren MP4-17 | Mercedes-Benz FO 110M 3.0 V10 | M      |
| West McLaren Mercedes      | 04  | Kimi Räikkönen       | McLaren MP4-17 | Mercedes-Benz FO 110M 3.0 V10 | M      |
| BMW.WilliamsF1 Team        | 05  | Ralf Schumacher      | Williams FW24  | BMW P82 3.0 V10               | M      |
| BMW.WilliamsF1 Team        | 06  | Juan Pablo Montoya   | Williams FW24  | BMW P82 3.0 V10               | M      |
| Sauber Petronas            | 07  | Nick Heidfeld        | Sauber C21     | Petronas 02A 3.0 V10          | B      |
| Sauber Petronas            | 08  | Felipe Massa         | Sauber C21     | Petronas 02A 3.0 V10          | B      |
| DHL Jordan Honda           | 09  | Giancarlo Fisichella | Jordan EJ12    | Honda RA 002E 3.0 V10         | B      |
| DHL Jordan Honda           | 10  | Takuma Satō          | Jordan EJ12    | Honda RA 002E 3.0 V10         | B      |
| Lucky Strike BAR Honda     | 11  | Jacques Villeneuve   | BAR 004        | Honda RA 002E 3.0 V10         | B      |
| Lucky Strike BAR Honda     | 12  | Olivier Panis        | BAR 004        | Honda RA 002E 3.0 V10         | B      |
| Mild Seven Renault F1 Team | 14  | Jarno Trulli         | Renault R202   | Renault RS22 3.0 V10          | M      |
| Mild Seven Renault F1 Team | 15  | Jenson Button        | Renault R202   | Renault RS22 3.0 V10          | M      |
| Jaguar Racing              | 16  | Eddie Irvine         | Jaguar R3      | Ford Cosworth CR-3 3.0 V10    | M      |
| Jaguar Racing              | 17  | Pedro de la Rosa     | Jaguar R3      | Ford Cosworth CR-3 3.0 V10    | M      |
| KL Minardi Asiatech        | 22  | Anthony Davidson     | Minardi PS02   | Asiatech AT02 3.0 V10         | M      |
| KL Minardi Asiatech        | 23  | Mark Webber          | Minardi PS02   | Asiatech AT02 3.0 V10         | M      |
| Panasonic Toyota Racing    | 24  | Mika Salo            | Toyota TF102   | Toyota RVX-02 3.0 V10         | M      |
| Panasonic Toyota Racing    | 25  | Allan McNish         | Toyota TF102   | Toyota RVX-02 3.0 V10         | M      |

## Klassifikation

### Qualifying
| Pos.                                                                         | Fahrer               | Konstrukteur     | Zeit     | Start |
| ---------------------------------------------------------------------------- | -------------------- | ---------------- | -------- | ----- |
| 01                                                                           | Michael Schumacher   | Ferrari          | 1:43,726 | 01    |
| 02                                                                           | Kimi Räikkönen       | McLaren-Mercedes | 1:44,150 | 02    |
| 03                                                                           | Rubens Barrichello   | Ferrari          | 1:44,335 | 03    |
| 04                                                                           | Ralf Schumacher      | Williams-BMW     | 1:44,348 | 04    |
| 05                                                                           | Juan Pablo Montoya   | Williams-BMW     | 1:44,634 | 05    |
| 06                                                                           | David Coulthard      | McLaren-Mercedes | 1:44,759 | 06    |
| 07                                                                           | Jarno Trulli         | Renault          | 1:45,386 | 07    |
| 08                                                                           | Eddie Irvine         | Jaguar-Cosworth  | 1:45,865 | 08    |
| 09                                                                           | Mika Salo            | Toyota           | 1:45,880 | 09    |
| 10                                                                           | Jenson Button        | Renault          | 1:45,972 | 10    |
| 11                                                                           | Pedro de la Rosa     | Jaguar-Cosworth  | 1:46,056 | 11    |
| 12                                                                           | Jacques Villeneuve   | BAR-Honda        | 1:46,403 | 12    |
| 13                                                                           | Allan McNish         | Toyota           | 1:46,485 | 13    |
| 14                                                                           | Giancarlo Fisichella | Jordan-Honda     | 1:46,508 | 14    |
| 15                                                                           | Olivier Panis        | BAR-Honda        | 1:46,553 | 15    |
| 16                                                                           | Takuma Satō          | Jordan-Honda     | 1:46,875 | 16    |
| 17                                                                           | Felipe Massa         | Sauber-Petronas  | 1:46,896 | 17    |
| 18                                                                           | Nick Heidfeld        | Sauber-Petronas  | 1:47,272 | 18    |
| 19                                                                           | Mark Webber          | Minardi-Asiatech | 1:47,562 | 19    |
| 20                                                                           | Anthony Davidson     | Minardi-Asiatech | 1:48,170 | 20    |
| 107-Prozent-Zeit: 1:50,987 min. (bezogen auf die Bestzeit von 1:43,726 min.) |                      |                  |          |       |

### Rennen
| Pos. | Fahrer               | Konstrukteur     | Runden | Stopps | Zeit        | Start | Schnellste Runde |
| ---- | -------------------- | ---------------- | ------ | ------ | ----------- | ----- | ---------------- |
| 01   | Michael Schumacher   | Ferrari          | 44     | 2      | 1:21:20,634 | 01    | 1:47,176 (15.)   |
| 02   | Rubens Barrichello   | Ferrari          | 44     | 2      | + 1,977     | 03    | 1:48,196 (16.)   |
| 03   | Juan Pablo Montoya   | Williams-BMW     | 44     | 2      | + 18,445    | 05    | 1:49,293 (44.)   |
| 04   | David Coulthard      | McLaren-Mercedes | 44     | 2      | + 19,357    | 06    | 1:49,398 (43.)   |
| 05   | Ralf Schumacher      | Williams-BMW     | 44     | 2      | + 56,440    | 04    | 1:49,681 (15.)   |
| 06   | Eddie Irvine         | Jaguar-Cosworth  | 44     | 2      | + 1:17,370  | 08    | 1:50,829 (13.)   |
| 07   | Mika Salo            | Toyota           | 44     | 2      | + 1:17,809  | 09    | 1:50,832 (18.)   |
| 08   | Jacques Villeneuve   | BAR-Honda        | 44     | 2      | + 1:19,855  | 12    | 1:49,787 (43.)   |
| 09   | Allan McNish         | Toyota           | 43     | 2      | + 1 Runde   | 13    | 1:51,479 (17.)   |
| 10   | Nick Heidfeld        | Sauber-Petronas  | 43     | 2      | + 1 Runde   | 18    | 1:51,013 (19.)   |
| 11   | Takuma Satō          | Jordan-Honda     | 43     | 2      | + 1 Runde   | 16    | 1:50,886 (26.)   |
| 12   | Olivier Panis        | BAR-Honda        | 39     | 2      | DNF         | 15    | 1:50,275 (34.)   |
| –    | Giancarlo Fisichella | Jordan-Honda     | 38     | 1      | DNF         | 14    | 1:50,969 (17.)   |
| –    | Pedro de la Rosa     | Jaguar-Cosworth  | 37     | 2      | DNF         | 11    | 1:50,221 (14.)   |
| –    | Felipe Massa         | Sauber-Petronas  | 37     | 2      | DNF         | 17    | 1:50,595 (30.)   |
| –    | Kimi Räikkönen       | McLaren-Mercedes | 35     | 2      | DNF         | 02    | 1:49,764 (31.)   |
| –    | Jarno Trulli         | Renault          | 35     | 2      | DNF         | 07    | 1:50,235 (15.)   |
| –    | Anthony Davidson     | Minardi-Asiatech | 17     | 1      | DNF         | 20    | 1:51,878 (12.)   |
| –    | Jenson Button        | Renault          | 10     | 0      | DNF         | 10    | 1:51,223 (06.)   |
| –    | Mark Webber          | Minardi-Asiatech | 4      | 0      | DNF         | 19    | 1:52,469 (03.)   |

## WM-Stände nach dem Rennen
Die ersten sechs des Rennens bekamen 10, 6, 4, 3, 2 bzw. 1 Punkt(e).

### Fahrerwertung
| Pos. | Fahrer               | Konstrukteur     | Punkte |
| ---- | -------------------- | ---------------- | ------ |
| 01   | Michael Schumacher   | Ferrari          | 122    |
| 02   | Rubens Barrichello   | Ferrari          | 51     |
| 03   | Juan Pablo Montoya   | Williams-BMW     | 44     |
| 04   | Ralf Schumacher      | Williams-BMW     | 42     |
| 05   | David Coulthard      | McLaren-Mercedes | 37     |
| 06   | Kimi Räikkönen       | McLaren-Mercedes | 20     |
| 07   | Jenson Button        | Renault          | 11     |
| 08   | Nick Heidfeld        | Sauber-Petronas  | 7      |
| 09   | Giancarlo Fisichella | Jordan-Honda     | 7      |
| 10   | Eddie Irvine         | Jaguar-Cosworth  | 4      |
| 11   | Jarno Trulli         | Renault          | 4      |
| 12   | Felipe Massa         | Sauber-Petronas  | 4      |

| Pos. | Fahrer                | Konstrukteur     | Punkte |
| ---- | --------------------- | ---------------- | ------ |
| 13   | Jacques Villeneuve    | BAR-Honda        | 3      |
| 14   | Olivier Panis         | BAR-Honda        | 2      |
| 15   | Mark Webber           | Minardi-Asiatech | 2      |
| 16   | Mika Salo             | Toyota           | 2      |
| 17   | Heinz-Harald Frentzen | Arrows-Cosworth  | 2      |
| 18   | Allan McNish          | Toyota           | 0      |
| 19   | Alex Yoong            | Minardi-Asiatech | 0      |
| 20   | Pedro de la Rosa      | Jaguar-Cosworth  | 0      |
| 21   | Takuma Satō           | Jordan-Honda     | 0      |
| 22   | Enrique Bernoldi      | Arrows-Cosworth  | 0      |
| –    | Anthony Davidson      | Minardi-Asiatech | 0      |

### Konstrukteurswertung
| Pos. | Konstrukteur     | Punkte |
| ---- | ---------------- | ------ |
| 01   | Ferrari          | 173    |
| 02   | Williams-BMW     | 86     |
| 03   | McLaren-Mercedes | 57     |
| 04   | Renault          | 15     |
| 05   | Sauber-Petronas  | 11     |
| 06   | Jordan-Honda     | 7      |

| Pos. | Konstrukteur     | Punkte |
| ---- | ---------------- | ------ |
| 07   | BAR-Honda        | 5      |
| 08   | Jaguar-Cosworth  | 4      |
| 09   | Minardi-Asiatech | 2      |
| 10   | Toyota           | 2      |
| 11   | Arrows-Cosworth  | 2      |